# 芝山ふれあいバス
芝山ふれあいバス（しばやまふれあいバス）は、千葉県山武郡芝山町のコミュニティバス。芝山交通が受託している。

## 現行路線
- 芝山千代田駅 - 千代田 - 稲葉 - （サテライト成田） - 山田 - 竜ヶ塚 - 芝山町役場 - 芝山仁王尊 - 古和 - 松尾駅

## 運賃
- 大人（中学生以上） 200円、子供（小学生） 100円